# Bolzano Novarese
Bolzano Novarese (Bulžän in dialetto locale ed in lombardo) è un comune italiano di 1 133 abitanti della provincia di Novara in Regione Piemonte. Dal 1928 al 1947 fu aggregato al comune di Gozzano.

## Geografia fisica
Il comune è bagnato da vari ruscelli di piccola portata mentre il fiume più importante è l'Agogna. Dista a pochi km dal Lago d'Orta. 

## Storia

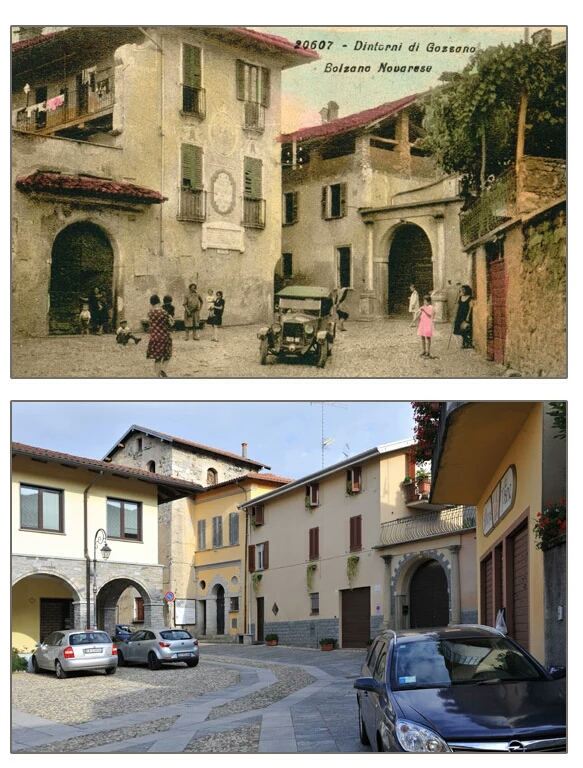
Centro storico 1930-2014

Il comune di Bolzano Novarese deriva dal piccolo centro abitato di "Ingravo" dove è situata l'omonima chiesa, San Martino di Ingravo, ora parte del cimitero cittadino. 
Poco si sa del primo centro abitato, sorto probabilmente nell'Alto Medioevo, e del motivo per cui gli abitati del primo nucleo di abitazioni si siano spostati più a valle ovvero nei luoghi dove sorge l'odierno comune di Bolzano Novarese.
Il comune fece parte, anticamente, della Riviera di San Giulio il quale era un principato vescovile.

## Monumenti e luoghi d'interesse
- Chiesa di San Martino di Engravo: è un esempio di romanico campestre risalente al XII secolo, di grande interesse sono gli affreschi interni, molti dei quali dovuti alla Bottega dei Cagnola
- Chiesa parrocchiale di San Giovanni (secolo XV)
- Oratorio di San Carlo (secolo XVI)
- Torre del XV-XVI secolo
- Due ville storiche tra cui Villa Borsini Marietti con il suo parco (dimora privata)
- Lavatoio (1910)

## Società

### Evoluzione demografica
Abitanti censiti

## Cultura

### Eventi

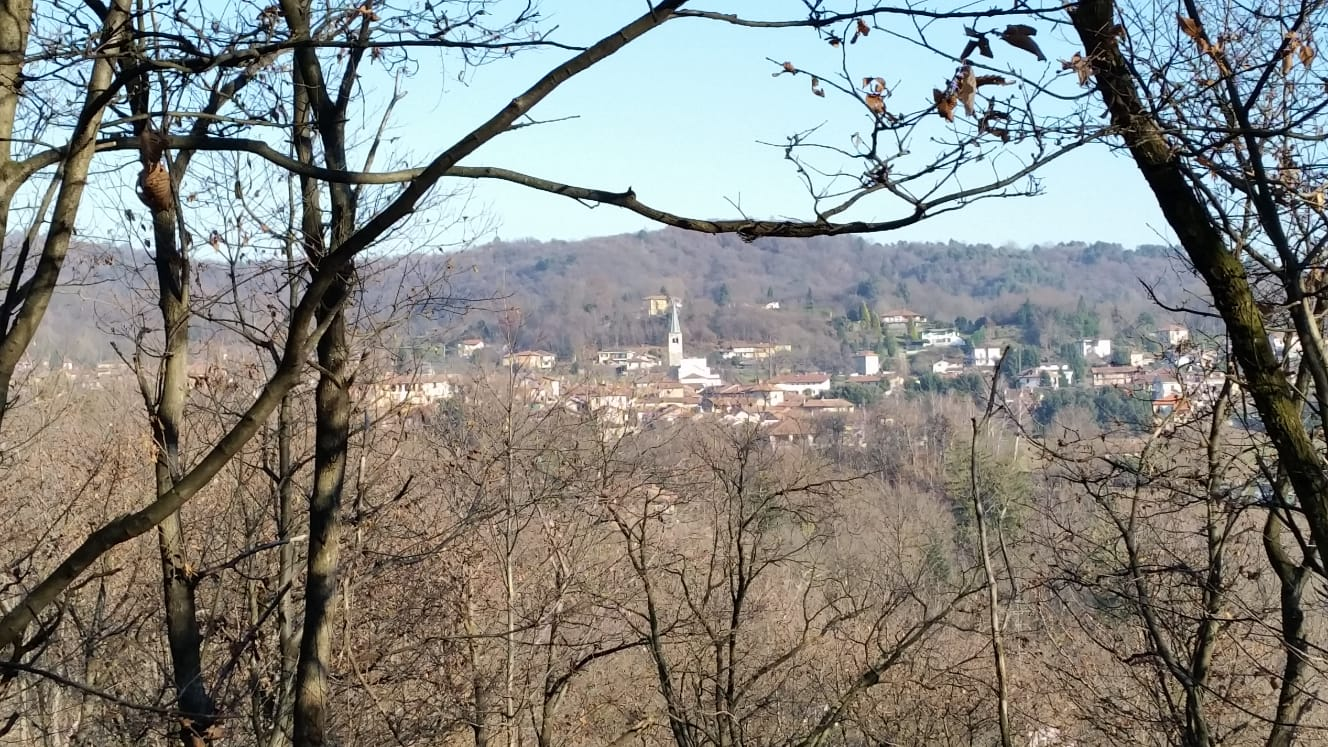
Panorama

Ogni anno nel mese di giugno ha luogo la rievocazione medioevale "Alla corte sul lago".
Tra la fine di agosto e nei primi giorni di settembre si svolge la festa campestre dei "Santini".

## Amministrazione
Di seguito è presentata una tabella relativa alle amministrazioni che si sono succedute in questo comune. 
| Periodo        | Periodo        | Primo cittadino  | Partito                                 | Carica  | Note  |
| -------------- | -------------- | ---------------- | --------------------------------------- | ------- | ----- |
| 7 luglio 1985  | 24 maggio 1990 | Giuseppe Gattoni | Partito Socialista Democratico Italiano | Sindaco | [ 9 ] |
| 24 maggio 1990 | 24 aprile 1995 | Giuseppe Gattoni | Partito Socialista Democratico Italiano | Sindaco | [ 9 ] |
| 24 aprile 1995 | 14 giugno 1999 | Giulio Frattini  | lista civica Progredire Insieme         | Sindaco | [ 9 ] |
| 14 giugno 1999 | 14 giugno 2004 | Giulio Frattini  | lista civica Progredire Insieme         | Sindaco | [ 9 ] |
| 14 giugno 2004 | 8 giugno 2009  | Carlo Frattini   | lista civica Progredire Insieme         | Sindaco | [ 9 ] |
| 8 giugno 2009  | 26 maggio 2014 | Giulio Frattini  | lista civica Progredire Insieme         | Sindaco | [ 9 ] |
| 26 maggio 2014 | 27 maggio 2019 | Giulio Frattini  | lista civica Progredire Insieme         | Sindaco | [ 9 ] |
| 27 maggio 2019 | 10 giugno 2024 | Giulio Frattini  | lista civica Progredire Insieme         | Sindaco | [ 9 ] |

Periodo                                               Primo cittadino                                  Partito                               Carica
10 giugno 2024      "in carica"             Ettore Franzosi                lista civica Bolzano per Tutti             Sindaco 

## Infrastrutture e trasporti

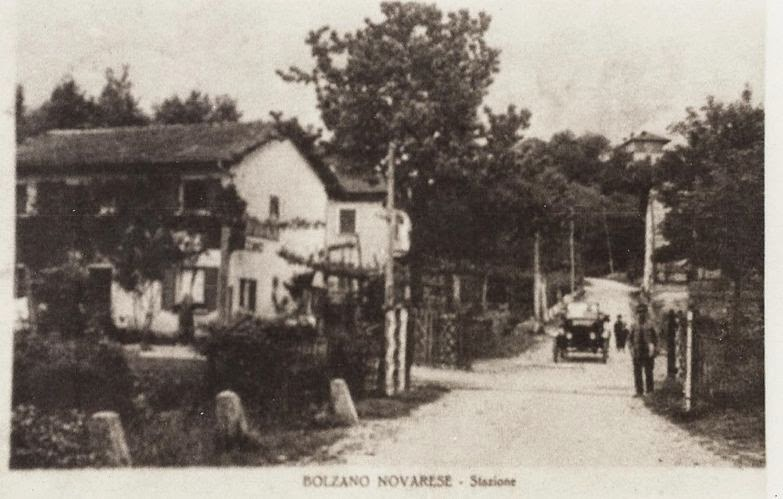
Stazione ai primi del Novecento

È presente una fermata ferroviaria, sulla linea Domodossola-Novara.